# Glenea rufuloantennata
Glenea rufuloantennata é uma espécie de escaravelho da família Cerambycidae. Foi descrita por Stephan von Breuning em 1966.  É encontrado nas Filipinas.